# Lopšinė mylimai
"Lopšinė mylimai" (tradução portuguesa "Canção de embalar para a minha querida") foi a canção que representou a Lituânia no Festival Eurovisão da Canção 1994 que teve lugar em Dublin, na Irlanda.
Esta foi a primeira canção a representar a Lituânia e foi a primeira vez que se ouviu a lituano naquela competição. Foi interpetada por  Ovidijus Vyšniauskas. Foi a décima-sexta canção a ser interpretada na noite do festival, a seguir à canção Eslováquia "Nekonečná pieseň", interpretada pela banda Tublatanka e antes da canção norueguesa "Duett", cantada por Elisabeth Andreassen & Jan Werner Danielsen. 
A estreia lituana no Festival Eurovisão da Canção não logrou conquistar qualquer ponto (0 pontos), clasificando-se por conseguinte  em 25.º e último lugar. Foi a pior estreia de sempre de um país na Eurovisão, Portugal também teve na estreia no Festival Eurovisão da Canção 1964 0 pontos com a canção Oração interpretada por António Calvário, mas foi acompanhado por outros três países.  A Lituânia só voltaria a participar no evento em 1999 , no ano em que foi introduzida a regra da língua livre (muitos países começaram a usar a partir de então  exclusivamente a inglês, como a Suécia, os Países Baixos), mas em que os lituanos apostaram numa canção interpretada num dialeto lituano  , o Samogiciano  "Strazdas", interpretada por Aisté.

## Autores
A canção tinha letra de Gintaras Zdebskis, música de Ovidijus Vyšniauskas e foi orquestrada por Tomas Leiburas. 

## Letra
A canção é uma balada, na qual o cantor descreve as qualidades da sua amante numa linguagem poética.